# Cadillac Deville (1994—1999)
Cadillac Deville или Cadillac de Ville (рус. Кадилла́к Деви́ль) — полноразмерные легковые автомобили американской фирмы Cadillac, отделения корпорации General Motors выпускавшиеся в 1949—2005 годах. В иерархии Cadillac занимали промежуточное положение между автомобилями начального уровня: 62-й серии, Calais, Seville, и автомобилями высшего класса: 75-й серии, Eldorado. В описываемый период выпускался только седан Cadillac Sedan Deville.
С 1994 модельного года прекратилось производство Coupe Deville, в продаже остались только седаны. Автомобиль был переведён на новую переднеприводную платформу K-body и его сборка вернулась в Детройт.

## 1994—1995

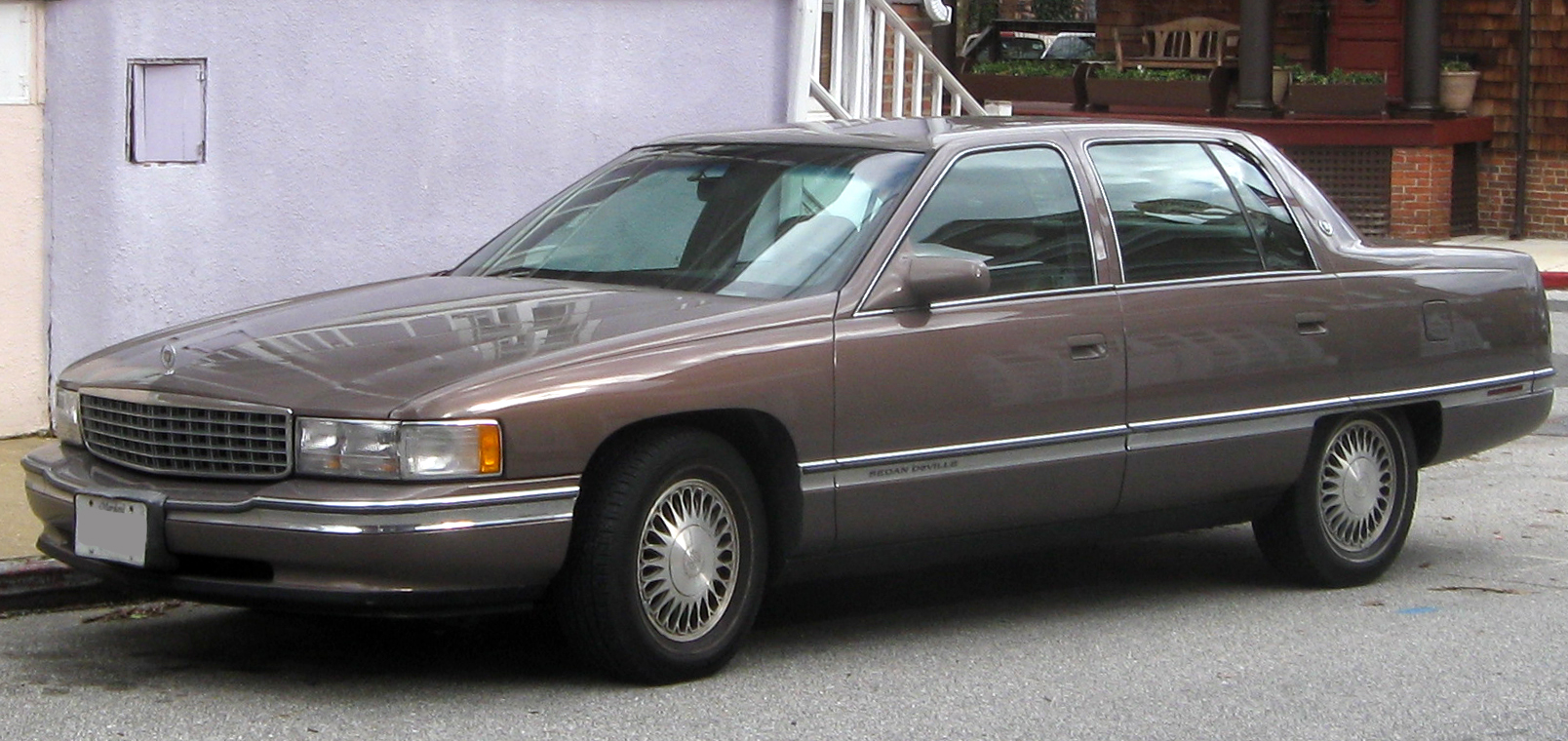
1994 Cadillac Sedan Deville с частично закрытыми задними колёсами и эмблемой Cadillac сверху капота

Новый седан сохранил такую же, как и в предыдущем модельном году колёсную базу 113,8 дюймов (2891 мм), но стал немного длиннее. Он имел стройный обтекаемый кузов с мощным передним бампером, хромированная окантовка которого переходила на боковины в виде широкого молдинга с надписями Sedan Deville на дверях. Крупные блок-фары имели специальные боковые секции, которые использовались для освещения поворота. Установленные заподлицо лобовое и боковые стёкла, помимо улучшения обтекаемости, были призваны снизить шум в салоне. Этому, также, способствовали двойные уплотнения дверей и дополнительная шумоизоляция переднего щитка и пола.
Кузов был спроектирован с учётом требований стандартов по сопротивлению удару, в том числе — сбоку. Он имел каркас, изготовленный из высокопрочной стали, в котором размещались пассажиры и деформируемые зоны спереди и сзади. При лобовом столкновении, опоры силового агрегата ломались, и он уходил вниз, не затрагивая салон. Специальные усилители замков дверей и брусья безопасности защищали ездоков от удара сбоку. Автомобиль стандартно оснащался двумя передними подушками безопасности, предохранившими всех троих пассажиров на переднем сиденье. Модель показала хорошие результаты при оценке пассивной безопасности по методике Национального управления безопасностью движения на трассах США (NHTSA).
| NHTSA                                                | NHTSA    | NHTSA |
| ---------------------------------------------------- | -------- | ----- |
| Фронтальный удар                                     | Водитель |       |
| Фронтальный удар                                     | Пассажир |       |
| Протестированная модель: 1994 Cadillac Deville 4-DR. |          |       |

В салоне перед водителем располагалась электронная полностью цифровая панель приборов, на которой по центру крупными цифрами отображалась скорость автомобиля. Слева от спидометра размещался цифровой указатель запаса топлива, справа — одометр с указателями полного и текущего пробега. Индикатор ниже показывал режим работы трансмиссии, а в верхней части панели приборов располагался ряд контрольных ламп. Экраны бортового компьютера располагались слева и справа от панели приборов. Левый отображал, в различных вариантах, расход топлива, а справа на дисплее отображалась разнообразная сервисная информация.

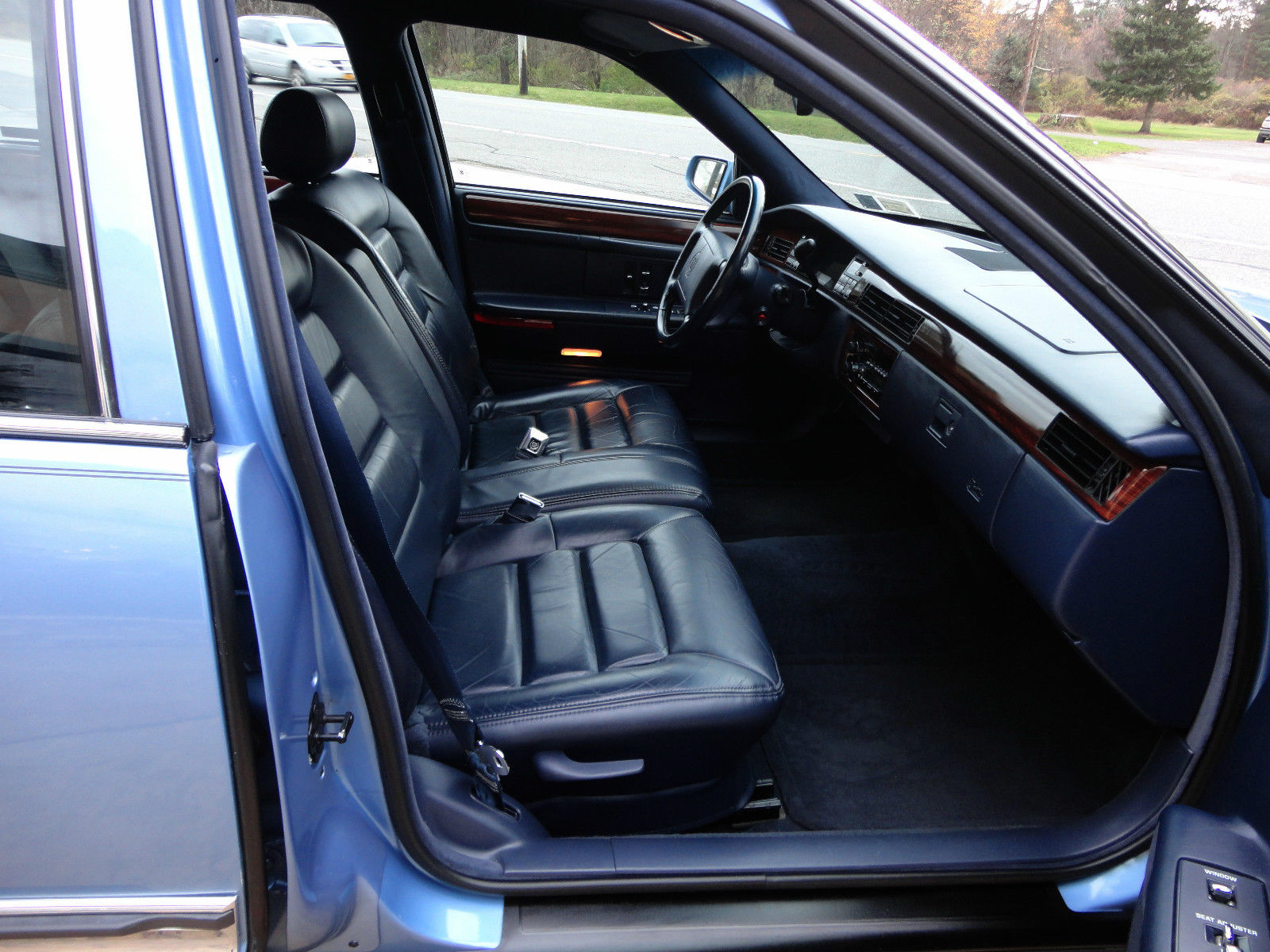
1994 Cadillac Sedan Deville, трёхместное переднее сиденье, ручкой сбоку регулировался наклон спинки, остальными перемещениями сиденья управляли с помощью кнопок на двери

Положение раздельных передних сидений изменялось с помощью электроприводов. Нажатие соответствующих кнопок на двери перемещало сиденье вперёд-назад, вверх-вниз и отдельно поднимало или опускало переднюю или заднюю части подушки. Положение спинки регулировалась вручную, но и здесь, за дополнительную плату, мог быть установлен электрический привод. Также, по заказу сиденье оснащалось электроподогревом. При необходимости, спереди мог разместиться третий пассажир, специально для него был предусмотрен поясной ремень безопасности.
В стандартное оснащение автомобиля входила аудиосистема с радиоприёмником и кассетным плейером. По заказу можно было установить такую же систему с дополнительным усилителем или систему с радио, кассетным и CD плейерами. В обе последние системы входили одиннадцать динамиков. Также, по заказу в багажник устанавливался 6-дисковый CD чейнджер. Можно было заказать автомобиль с брелоком, с которого дистанционно открывались двери и багажник, а также включался свет в салоне. С этого же брелока управлялась противоугонная система, если была установлена.
Для контроля работоспособности задних фонарей, над задним окном были расположены специальные индикаторы. Если они светились, то задние фонари работали нормально. Салонное зеркало заднего вида автоматически затенялось при освещении фарами едущего сзади автомобиля. С 1995 модельного года на нём появился компас. Также, с этого года стал доступен люк в крыше.
Расположенный спереди поперечно V-образный восьмицилиндровый нижневальный (OHV) двигатель рабочим объёмом 4,9 литра мощностью 200 л.с. остался прежним. Для уменьшения передачи вибрации, были изменены опоры крепления мотора к кузову, а для снижения шума была модернизирована выхлопная система. С двигателем была состыкована автоматическая гидромеханическая четырёхступенчатая трансмиссия 4T60-E с электронным управлением и повышающей последней передачей (overdrive).
Передняя независимая пружинная подвеска с качающимися стойками типа Макферсон и задняя независимая пружинная подвеска на двух поперечных рычагах и подрамнике оснащались электронной системой непрерывного изменения жёсткости на каждом колесе. Реечное рулевое управление с гидроусилителем также меняло свои характеристики в зависимости от скорости движения. Двухконтурная гидравлическая тормозная система с усилителем имела дисковые тормозные механизмы на всех колёсах и стандартно оснащалась антиблокировочной системой. Система контроля сцепления устанавливалась по заказу. Автомобиль оснащался 15-дюймовыми литыми алюминиевыми колёсами трёх разных видов.

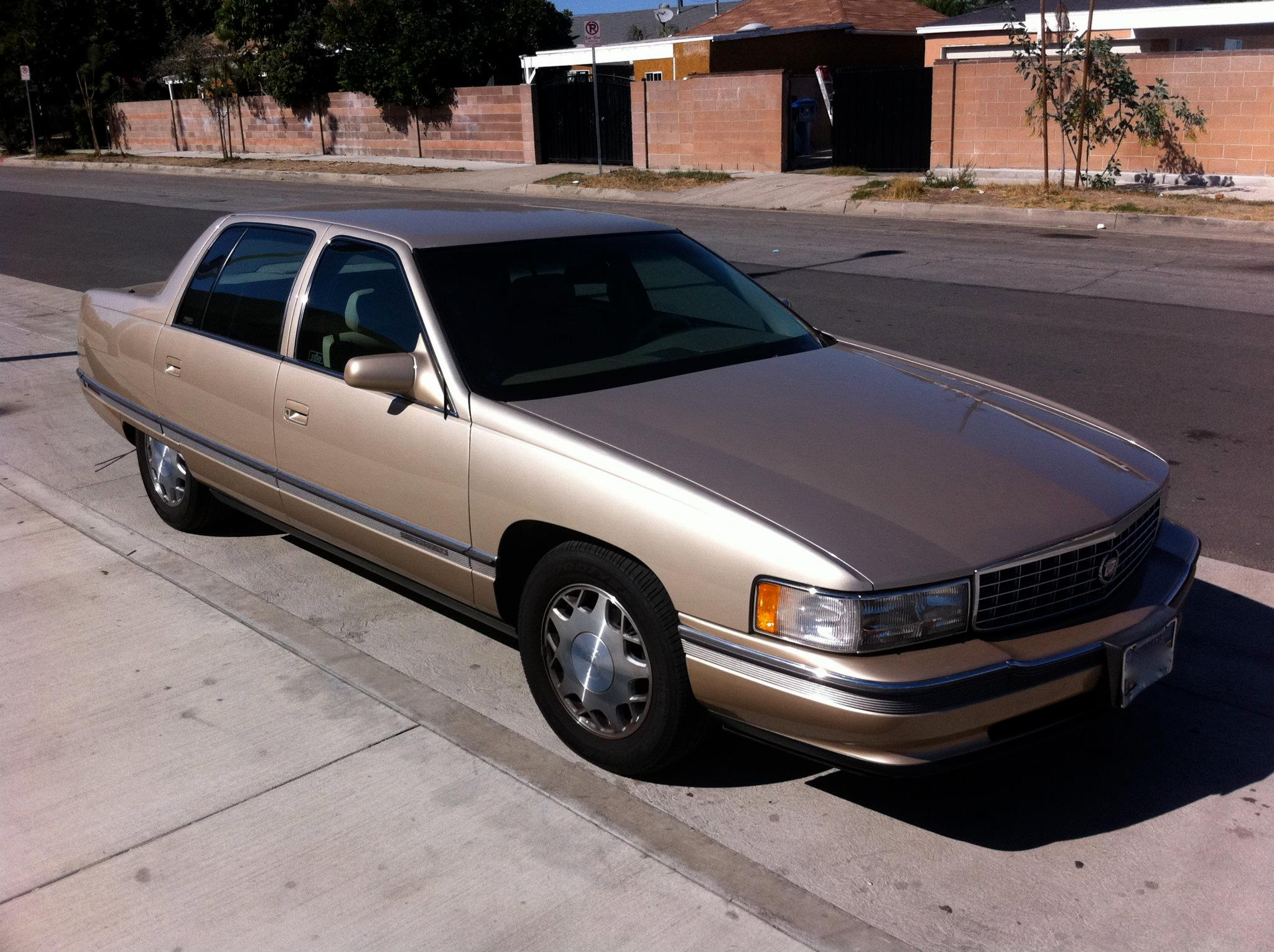
1995 Cadillac Deville Concours

Помимо стандартной, выпускалась «заряженная» версия автомобиля Deville Concours с новым двигателем серии Northstar. Полностью алюминиевый (головка и блок цилиндров) верхнеклапанный (DOHC) V-образный восьмицилиндровый двигатель имел по два, приводимых цепью распредвала в каждой головке цилиндров. Клапаны, по четыре на цилиндр, приводились непосредственно от распредвала через гидрокомпенсаторы зазоров. Внутри несъёмных чугунных гильз двигались поршни из алюминиевого сплава. В двигателе использовался распределённый впрыск топлива (SFI) во впускной коллектор, изготовленный из термопластмассы. При рабочем объёме 4,6 литра двигатель развивал мощность 275 л.с.
Deville Concours оснащался настроенной подвеской с электронным управлением, система контроля устойчивости устанавливалась стандартно. Внешне модель отличалась эмблемой Cadillac на решётке радиатора, а не на ножке сверху, прорезиненными молдингами на боковинах с надписями Deville Concours на дверях и специального исполнения литыми 16-дюймовыми колёсами. Роскошный салон с кожаной отделкой имел приборную панель с отделкой под дерево.
Всего (Sedan Deville и Deville Concours) в 1994 модельном году было выпущено 120 352 автомобиля, в 1995 — 100 066 автомобилей→.

## 1996

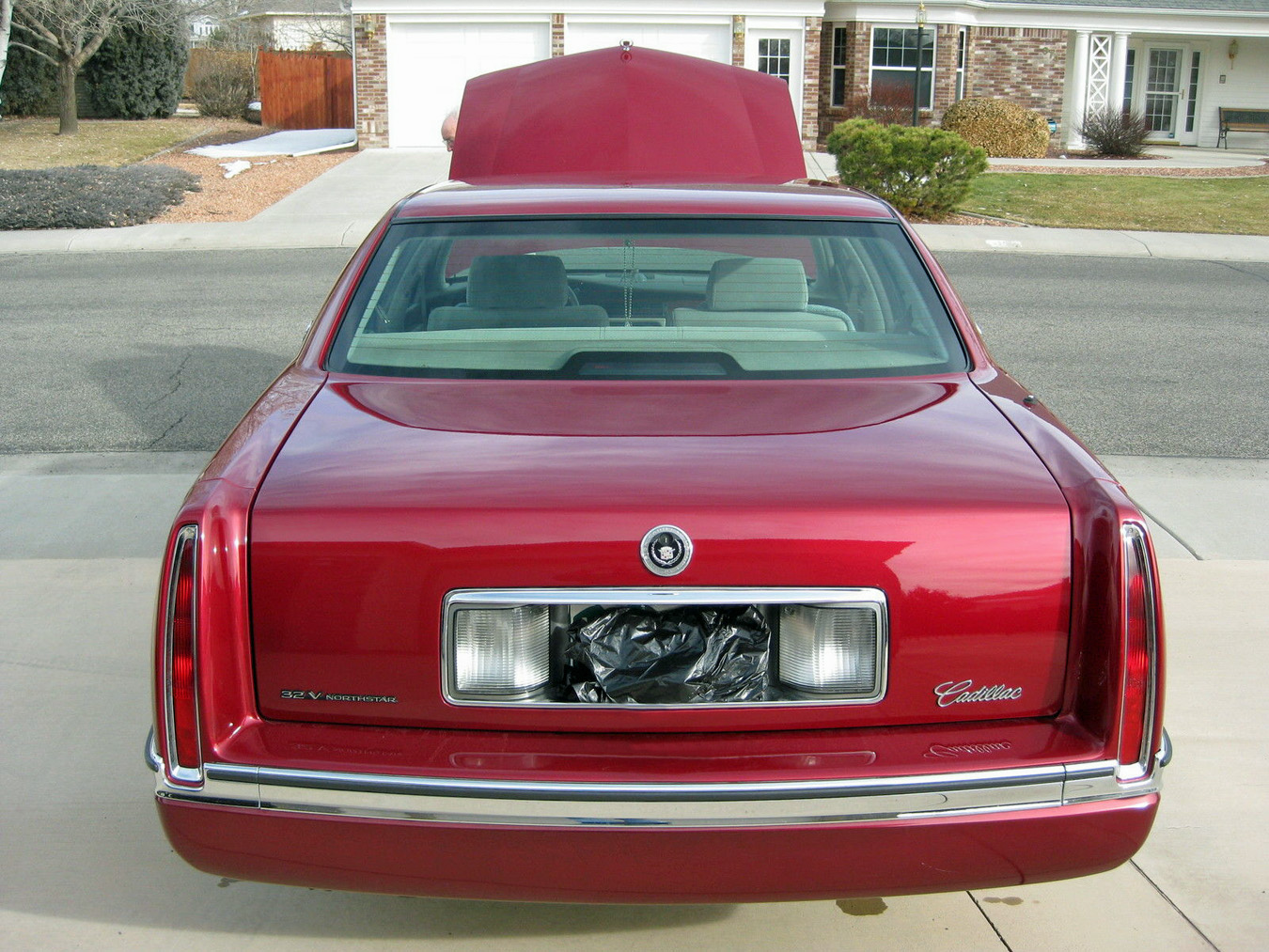
1996 Cadillac Sedan Deville с новым двигателем, о чём сообщает надпись на задней панели

Начиная с 1996 модельного года все автомобили Deville стали оснащаться двигателями серии Northstar. Sedan Deville использовал 275-сильную версию мотора, а Deville Concours — 300-сильную. Оба двигателя агрегатировались с четырёхступенчатой гидромеханической трансмиссией 4T80-E, которая теперь заполнялась маслом, не требующим замены в течение всего срока службы. Управление силовым агрегатом было улучшено за счёт применение более производительного контроллера и добавления в систему датчика расхода воздуха.
Новая система управления ходовой частью включала датчик угла поворота рулевого колеса, что позволило точнее управлять сцеплением шин с дорогой при разгоне или торможении в повороте. На обеих моделях (Deville и Concours) теперь применялись 16-дюймовые колеса в новом оформлении с крупной эмблемой Cadillac по центру.
За дополнительную плату предлагался пакет опций, позволявший буксировать прицеп массой 1360 кг (3000 фунтов). Пакет включал в себя дополнительные жгуты проводов, масляный и увеличенный основной радиаторы двигателя.
Впервые для автомобилей корпорации на модели Cadillac стали устанавливать систему аварийной связи OnStar. При срабатывании подушек безопасности система посылала сигнал оператору и автоматически вызывала аварийные службы. На всех автомобилях появилось многофункциональное рулевое колесо с лепестками управления климат-контролем (регулировка температуры и скорости вентилятора) слева и аудиосистемой (управление громкостью и выбор радиостанции или проигрываемой композиции) справа. Теперь стандартно устанавливался датчик дождя, автоматически включавший стеклоочистители при появлении первых капель. Появилась возможность заказать установку сотового телефона, который подключался к стандартной аудиосистеме, позволяя совершать звонки во время движения. В багажник автомобиля теперь можно было установить 12-дисковый CD чейнджер.
Только на модели Councours применялись амортизаторы с электронно-управляемыми клапанами, а в усилителе рулевого управления использовалась электромагнитная система, которая плавно меняла передаточное отношение, позволяя без усилий маневрировать на небольшой скорости, а при скоростном движении на трассе иметь требуемое усилие на руле.
Потяжелевший автомобиль провалил тест на пассивную безопасность.
| NHTSA                                                | NHTSA    | NHTSA |
| ---------------------------------------------------- | -------- | ----- |
| Фронтальный удар                                     | Водитель |       |
| Фронтальный удар                                     | Пассажир |       |
| Протестированная модель: 1996 Cadillac Deville 4-DR. |          |       |

Всего в 1996 модельном году было выпущено 100 251 автомобиль→.

## 1997—1999

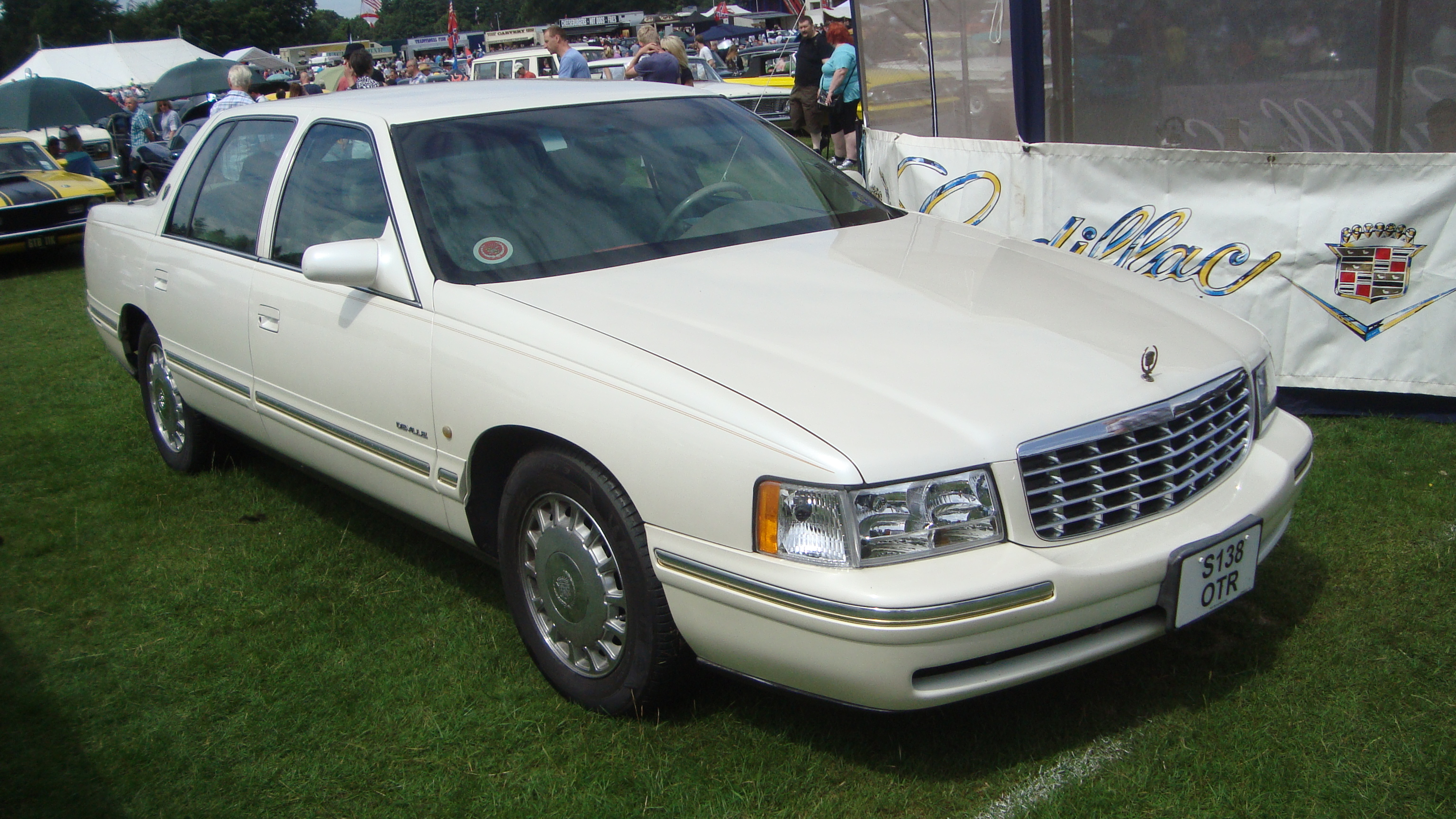
1999 Cadillac Sedan Deville с новым капотом, бамперами и открытыми задними колёсами

В 1997 модельном году автомобиль был немного изменён. Он получил новый, с более выраженным подъёмом по центру, капот, новую решётку радиатора, передний бампер и крылья. Новые задние крылья полностью открывали колёса, на передних дверях поверх молдинга теперь было написано просто Deville. Кузов автомобиля был серьёзно усилен как с точки зрения прочности, так и для снижения шума и вибрации. Все модели стали стандартно оборудоваться новыми фронтальными и дополнительными боковыми подушками безопасности.
Вместо модели Fleetwood в каталогах Cadillac вновь появилась люксовая версия Deville D'Elegance. Она отличалась специальным золотистым орнаментом на капоте, эмблемой Cadillac на задней панели и вставками на боковых молдингах. Помимо надписи Deville на передних дверях модель несла надпись D'Elegance на задних крыльях. В кожаном салоне с передней панелью и дверями отделанными деревом присутствовали все заказные для обычной модели опции, такие как запоминание положения сиденья, зеркал и настроек радио для двух водителей, двузонный климат-контроль, противоугонная система с дистанционным открыванием дверей и включением внешней подсветки.

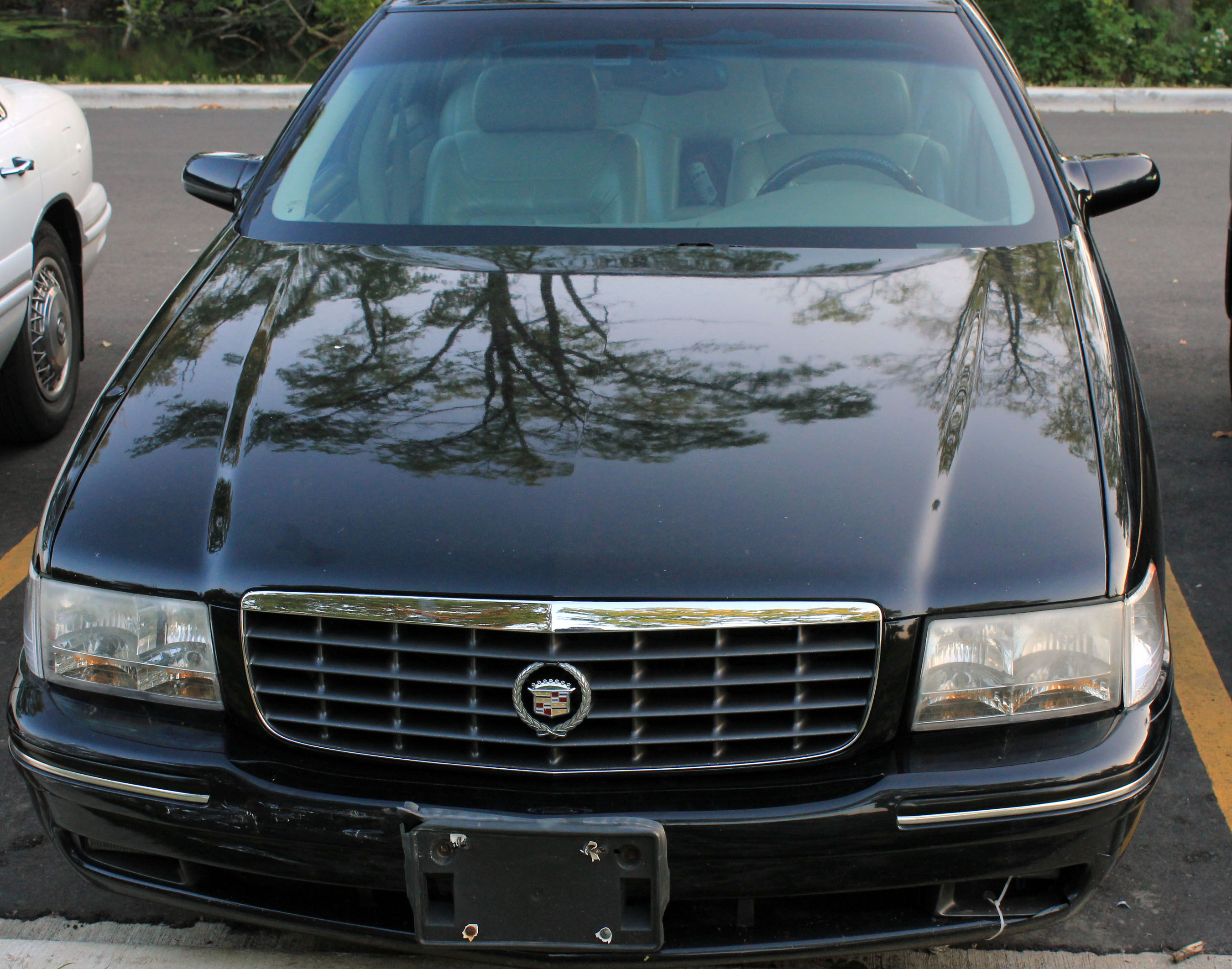
1999 Cadillac Deville Concours с эмблемой на решётке радиатора и противотуманными фарами

Модель Concours как и прежде отличалась эмблемой Cadillac на решётке радиатора и соответствующими надписями (Deville Councours) на дверях. Ещё одной отличительной особенностью автомобиля были встроенные в передний бампер противотуманные фары. В салоне появилась приборная панель с аналоговыми (стрелочными) указателями и консоль, как продолжение передней панели, а рычаг переключения режимов трансмиссии теперь находился между сидениями. Таким образом, третьего пассажира спереди разместить было уже невозможно, автомобиль стал пятиместным.
Усиленный автомобиль с честью выдержал тесты на безопасность, в том числе вновь введённое испытание ударом сбоку.
| NHTSA                                                                | NHTSA    | NHTSA |
| -------------------------------------------------------------------- | -------- | ----- |
| Фронтальный удар                                                     | Водитель |       |
| Фронтальный удар                                                     | Пассажир |       |
| Удар сбоку                                                           | Водитель |       |
| Удар сбоку                                                           | Пассажир |       |
| Протестированная модель: 1997,1998,1999 Cadillac Deville 4-DR. w/SAB |          |       |

Всего в 1997 модельном году было выпущено 99 601 автомобиль, в 1998 — 111 030 автомобилей, а в 1999 году — 112 253 автомобиля→.

## Хронология
| Deville | 49 | 50—53 | 54—56 | 57—58 | 59—60 | 61—64 | 65—70 | 71—76 | 77—84 | 85—93 | 94—99 | 00—05 |

## Комментарии
1. 1 2 3 4  Модельный год[англ.], в отличие от календарного, на фирме Cadillac обычно, но не всегда, начинался в конце сентября, начале октября. Здесь везде, кроме отдельно оговоренных случаев, используются данные за модельный год.

### Руководства по эксплуатации
1. The 1994 Sedan Deville Literature (англ.). — General Motors Corporation, 1993. — P. 399. Архивировано 20 ноября 2017 года.
2. The 1995 Cadillac Deville Literature (англ.). — General Motors Corporation, 1994. — P. 403. Архивировано 20 ноября 2017 года.
3. The 1996 Cadillac De Ville/De Ville Concours Owner's Manual (англ.). — General Motors Corpora, 1995. — No. 2563721 1 B. — P. 354. Архивировано 20 ноября 2017 года.
4. The 1997 Cadillac De Ville Owner's Manual (англ.). — General Motors Corporation, 1996. — No. 25649946 B. — P. 386. Архивировано 20 ноября 2017 года.
5. The 1998 Cadillac De Ville Owner's Manual (англ.). — General Motors Corporation, 1998. — No. 25665435 B. — P. 386. Архивировано 23 июня 2016 года.
6. The 1999 Cadillac DeVille Owner’s Manual (англ.). — General Motors Corporation, 1998. — No. 25684417 B. — P. 368. Архивировано 20 ноября 2017 года.

### Каталоги
1. 1994 Cadillac :  [англ.]. — USA : Cadillac, 1993. — 75 p.
2. 1994 Cadillac Northstar Series :  [англ.]. — USA : Cadillac, 1993. — 75 p.
3. Cadillac With the Northstar Sistem :  [англ.]. — USA : GM Corp., 1995. — 54 p.
4. Cadillac 1999 Deville :  [англ.]. — USA : Cadillac, 1998. — 23 p.

### Книги
1. John Gunnell Standard Catalog of Cadillac 1903-2004 в «Книгах Google»
2. Peter C. Sessler Ultimate American V-8 Engine Data Book в «Книгах Google»